# Acalypha firmula
Acalypha firmula är en törelväxtart som beskrevs av Johannes Müller Argoviensis. Acalypha firmula ingår i släktet akalyfor, och familjen törelväxter. Inga underarter finns listade i Catalogue of Life.